# Vienna di Strauss
Vienna di Strauss (Waltzes from Vienna) è un film del 1934 diretto da Alfred Hitchcock.

## Trama
Il protagonista è il giovane compositore Johann Strauss. Molti motivi creano conflitti profondi col padre, musicista famoso. Si mette allora in società col padre della ragazza di cui è innamorato, Rasi. Gestiscono una pasticceria. Una contessa gli commissiona un brano musicale. Nasce così il famoso valzer Danubio Blu.
La fidanzata è gelosa e lo lascia. La contessa fa in modo che Johann sostituisca una sera, in teatro, il padre nella direzione dell'orchestra dandogli la possibilità di far conoscere la sua opera. È un trionfo. Rasi ritorna pentita e il padre è finalmente soddisfatto del figlio.

## Produzione

### Soggetto
Nel 1933 Hitchcock era libero e gli fu offerto un contratto dal produttore indipendente Tom Arnold. Il produttore gli chiese di girare un film tratto dalla commedia musicale Waltzes from Vienna che aveva avuto molto successo i due anni precedenti.

### Cast
La parte principale fu data a Jessie Matthews, una famosa attrice della commedia musicale. Con lei Hitchcock non ebbe buoni rapporti: la trovava strapagata e prepotente e ridimensionò la sua parte. A metà della lavorazione era già consapevole di aver sbagliato ad accettare di girare un musical in costume.

### Riprese
Le riprese furono effettuate negli stabilimenti appena ristrutturati della Gaumont-British ai Lime Grove Studios a Stepherd's Bush, vicino a Londra. Il direttore della fotografia Glen MacWilliams avrebbe collaborato ancora in seguito con Hitchcock, per il cui film Prigionieri dell'oceano ottenne nel 1945 la candidatura al premio Oscar alla migliore fotografia in bianco e nero.

## Distribuzione
La prima a Londra si ebbe il 30 aprile 1934.

## Critica
Il critico più severo del film fu Hitchcock stesso: ebbe a definirlo "il punto più basso della mia carriera... un musical senza musica" e davanti alla troupe esterrefatta salì su una sedia e urlò: "Odio questo film, odio questo genere di film e non ho nessuna voglia di farlo".
Le recensioni furono negative.